# 豊田市立豊南中学校
豊田市立豊南中学校（とよたしりつ ほうなんちゅうがっこう）は、愛知県豊田市水源町一丁目にある公立中学校。

## 沿革
- 1955年（昭和30年）- 挙母市立西部中学校南部分校として開校。
- 1959年（昭和34年）- 市名の変更により、豊田市立豊南中学校となる。
- 1973年（昭和48年）- 豊田市立竜神中学校と分離。
- 1985年（昭和60年）- 豊田市立末野原中学校と分離。

## 通学区域
以下の小学校区。
- 豊田市立根川小学校
- 豊田市立平和小学校
- 豊田市立前山小学校
- 豊田市立山之手小学校

## 周辺
- 豊田自動車学校
- トヨタ自動車本社
- トヨタ会館
- トヨタ記念病院
- 豊田市立平和小学校
- 豊田市立前山小学校
- 豊田東ジャンクション
- 国道248号
- 愛知県道491号豊田環状線

## 著名な卒業生
- 重徳和彦 - 衆議院議員：1986年卒業
- 岸本貴博 - ニュースキャスター：1990年卒業
- 橘佳宏 - プロバスケットボール選手（富山グラウジーズ所属）：1998年卒業
- 市川華菜 - 陸上競技選手：2006年卒業[1]